# (36037) Linenschmidt
(36037) Linenschmidt (1999 PQ3) – planetoida z pasa głównego asteroid okrążająca Słońce w ciągu 5,36 lat w średniej odległości 3,06 j.a. Odkryta 13 sierpnia 1999 roku.